# Кръвоизлив
Кръвоизливът (Haemorrhagia) е обилно излизане на кръв извън кръвоносните съдове.

## Видове кръвоизливи

### Според мястото на изливане на кръвта

#### Външни
При външните кръвоизливи кръвта се излива извън тялото. Наблюдават се при всички рани. Външни кръвоизливи са:
- Enterorrhagia – кръвотечение от чочата. Кръвта изтича от ануса, примесена с изпражнения.
- Gastrorrhagia – кръвотечение от стомаха. Протича с гадене и повръщане. Кръвта излиза от устата на тласъци, има тъмен цвят, понякога с примеси от стомашно съдържание и неприятна миризма.
- Metrorrhagia – кръвотечение от матката. Кръвта изтича от вулвата.
- Otorrhagia – кръвотечение от ушите.
- Pulmorrhagia – кръвотечение от белия дроб. От устата излиза аленочервена пяна, синхронно с дишането. Протича със спазматична кашлица, задух и хъркане.
- Rhinorrhagia Epistaxis – кръвотечение от носа.

#### Вътрешни
При вътрешните кръвоизливи кръвта се събира в телесните кухини и/или се просмуква в околните тъкани. Означават се като хематоми (Haematoma). Вътрешни кръвоизливи са:
- Haemarthrosis – събиране на кръв в ставна кухина.
- Haemoperitoneum – събиране на кръв в коремната кухина.
- Haemopericardium – събиране на кръв в перикарда. Тежко животозастрашаващо състояние.
- Haemothorax – събиране на кръв в гръдната кухина.

### Според увредения съд
- Артериални – най-тежките и опасни за живота кръвоизливи. Кръвта е аленочервена и излиза на силна, пулсираща струя.
- Венозни – тежестта им зависи от големината и местоположението на увредената вена. Кръвта е тъмночервена, изтича бавно, на слаба, равномерна струя.
- Капилярни – типични за раните. Кръвта излиза на капки, от цялата увредена повърхност.
- Паренхиматозни – винаги много тежки и опасни, по правило вътрешни. Кръвта излиза на капки от увредените органи.

### Според времето на настъпване
- Първични – настъпват веднага след травмата.
- Вторични – настъпват 6 – 72 часа след края на първичния кръвоизлив. Причината е, че новообразуваният съсирек все още е твърде рехав и слабо прикрепен към кръвоносния съд и околните тъкани. Някои движения, микротравми и дори повишеното кръвно налягане могат да отблъснат съсирека и да причинят обилно вторично кървене. Особено опасни са вторичните следоперативни вътрешни кръвоизливи.

## Диагностициранена кръвоизливите
Външните кръвоизливи се разпознават много лесно, по обилното количество изтекла кръв.
Вътрешните кръвоизливи обаче се разпознават трудно. В много случаи тежестта на състоянието се подценява и пострадалият умира. Това най-често се случва, когато пациентът получава вътрешен кръвоизлив за пръв път. Хронично болните лица (с нарушено кръвосъсирване, с кървящи язви и т.н.) обикновено са предупредени от лекуващите ги лекари за възможните опасности и в повечето случаи се опитват да потърсят медицинска помощ.

### Анамнестични данни
- повишена склонност към кръвоизливи;
- нарушения в кръвосъсирването;
- продължителна и болезнена менструация;
- травми и хронични заболявания.

### Субективни оплаквания
- обща слабост;
- световъртеж;
- зрителни нарушения – замъглено и раздвоено зрение, фотопсии (болният „вижда“ черни и цветни кръгове, и точки);
- силна жажда и чувство за сухота в устата;
- чувство за студ;
- понякога болки в увредената телесна област.

### Клинична находка
- болният е слабо контактен, говори тихо и вяло, реакциите са забавени;
- кожата и лигавиците в началото са бледи; в крайния стадий ноктите, устните и конюнктивите посиняват;
- тремор;
- дишането е учестено и повърхностно;
- пулсът е ускорен и слаб;
- телесната температура е нормална или понижена.

### Параклинични показатели
В остър стадий:
- повишен хематокрит;
- повишен брой на еритроцитите;
- влошена реология на кръвта;
- забавена РУЕ.

В компенсаторен стадий:
- понижен хематокрит;
- понижен брой на еритроцитите;
- повишена реология на кръвта;
- ускорена РУЕ.